# Cynthia McLeod

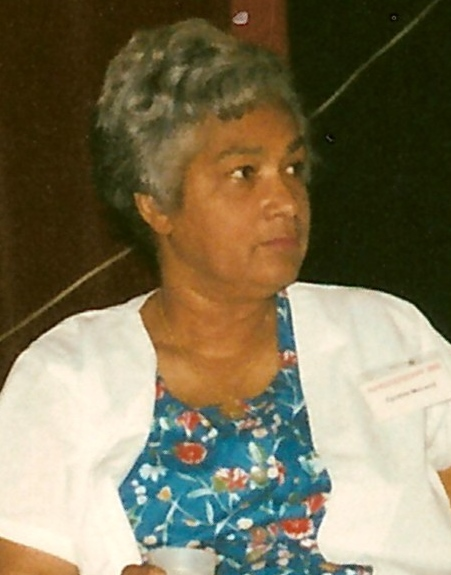
Cynthia McLeod em 1997

Cynthia Henri McLeod (Paramaribo, 4 de outubro de 1936) é uma romancista surinamesa conhecida por seus romances históricos e cujo romance de estreia a tornou uma das autoras mais proeminentes do Suriname.

## Biografia
McLeod nasceu em Paramaribo com o nome de Cynthia Ferrier; ela é filha de Johan Ferrier, o primeiro presidente do Suriname. Ela é meia-irmã de Kathleen Ferrier, uma política holandesa.
Cynthia concluiu o ensino médio no Suriname e continuou seus estudos na Holanda, onde estudou para se tornar professora de Educação Infantil. Ela conheceu o Dr. Donald McLeod na Holanda, casando-se com ele e passando a ser chamada de Cynthia Henri McLeod. Como professora, escreveu vários contos infantis publicados na série Van Hier en daar en Overal. Além disso, ela participou de projetos educacionais. Em 1962 ela e seu marido foram para o Suriname. Cynthia estudou para se formar em língua holandesa e literatura holandesa. De 1969 a 1978 ela ensinou língua e literatura holandesa na Universidade de Paramaribo. Seu marido, Donald McLeod, foi nomeado em 1978 como Embaixador do Suriname na Venezuela. Durante sua estada na Bélgica, ela teve a oportunidade de fazer pesquisas nos arquivos de Haia, Amsterdã, Rotterdam, Emmerich e Köln.
Em 1986, os McLeods retornaram ao Suriname e em 1987 seu romance de estreia Hoe duur was de suiker? (The Cost of Sugar) foi publicado pela editora Vaco em Paramaribo. A primeira edição esgotou em poucas semanas e Cynthia McLeod tornou-se a escritora surinamesa mais famosa muito rapidamente. Mais tarde, este romance histórico sobre a indústria da cana-de-açúcar no século XVIII foi publicado sob licença por sua editora holandesa Conserve. O livro de romance foi posteriormente transformado em filme com o mesmo nome, e transmitida como uma minissérie pela VARA Television. Logo surgiram outros romances históricos de sua mão, como Herinneringen aan Mariënburg.
McLeod também escreveu livros para crianças. Os mais importantes são Lafu (1992) e Toen het vakantie was (1999).

## Elisabeth Samson
McLeod estudou a vida de Elisabeth Samson por mais de onze anos. Samson era uma mulher negra livre cujo nome aparece com destaque em obras históricas sobre o Suriname porque ela queria se casar com um homem branco (o que era proibido na colônia do Suriname durante a primeira metade do século XVIII). Os resultados desta pesquisa foram publicados pela primeira vez como um estudo da Faculdade de Antropologia Cultural da Universidade de Utrecht. Por oito anos subsequentes, McLeod estudou a estrutura social e a vida daquele período, o que lhe permitiu posicionar Elisabeth como uma negra rica e livre nesta sociedade dominada por preconceitos e supremacia branca. Ela então escreveu o romance The Free Negress Elisabeth.
McLeod considerou vergonhoso o estado degradado da Elisabeth Samson House e estabeleceu a Fundação Elisabeth Samson para restaurar o edifício à sua condição original. O edifício foi comprado pela Fundação Elisabeth Samson em 19 de janeiro de 2021. Ele será restaurado à sua forma original. Após a restauração, o prédio será transformado no Museu Elisabeth Samson.

## Outras atividades

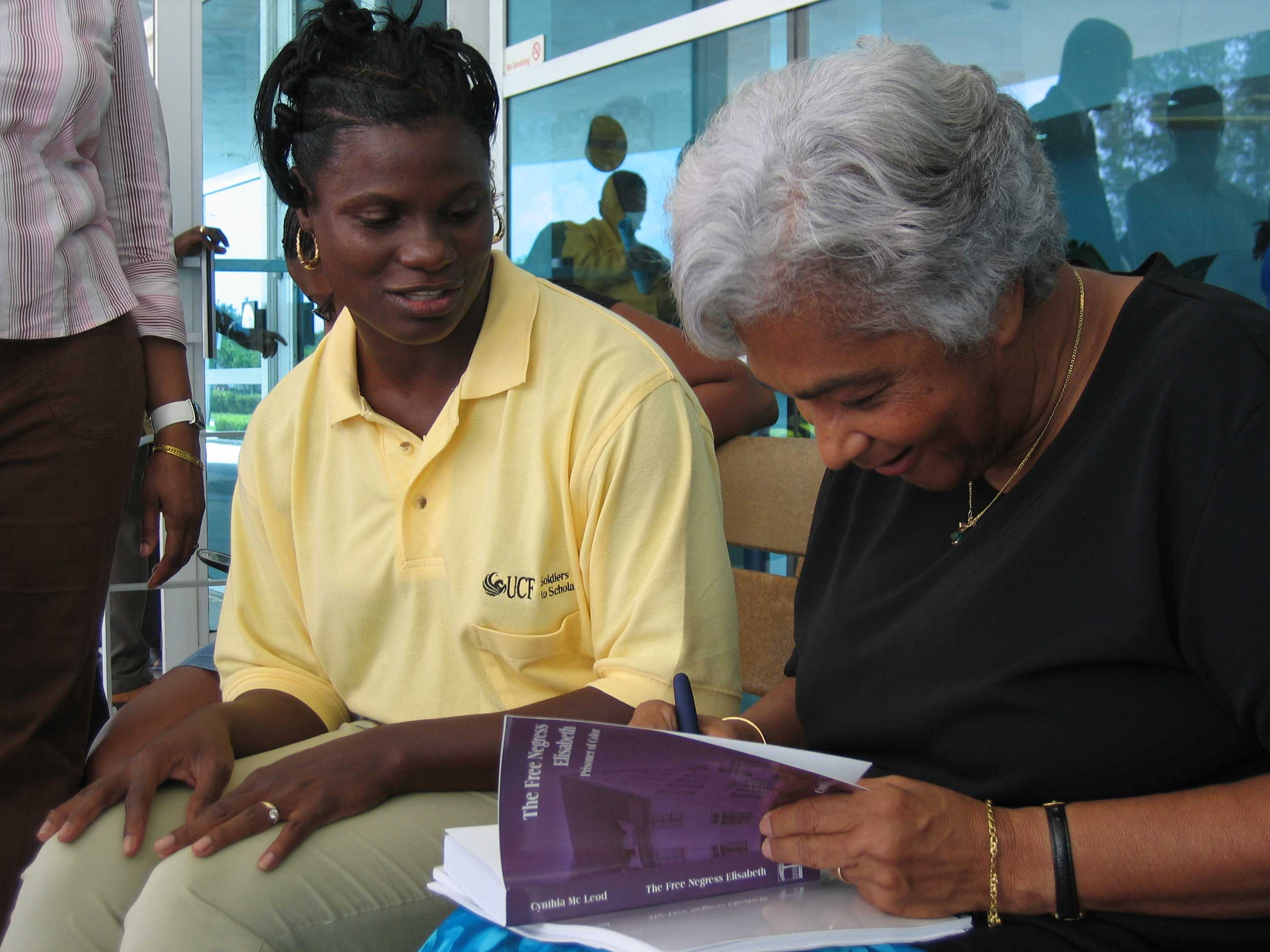
Cynthia McLeod (à direita) assinando uma cópia de seu romance em Miami, Flórida, EUA em 2005

Como resultado de sua pesquisa, McLeod adquiriu um rico conhecimento sobre a história do Suriname, conhecimento que ela compartilha com prazer com outras pessoas. Ela organiza viagens educacionais gratuitas para jovens escolares do Suriname com sua embarcação motorizada, a Sweet Merodia. Durante esses passeios pelos rios do Suriname, passando por antigas plantações, ela cativa seu público com histórias sobre seu passado interessante. Ela ainda se envolve em passeios pela cidade histórica pelo centro histórico de Paramaribo, que é um Patrimônio Mundial da UNESCO desde 2002.